# 記念
記念（きねん）とは、あとの思い出として何かを残しておくもの、あるいはそれによって残されたものである。近世においては「かたみ」と読まれた例があり、「形見」すなわち象徴的な意味での遺品の意を含んでいた。

## 主な記念の対象

### 誕生日
最も代表的な記念は誕生日であろう。誕生日を迎えるたびに祝うことを文化とする国は多い。
建物や国、団体などについては、いわば「誕生年」という形で「○周年」を記念してパーティーやイベント・式典・祭りなどを行う場合がある。5周年、10周年、50周年、100周年など、切りの良い数を節目に行われるのが一般的である。

### 回数
テーマパークの入場者数やウェブサイトのアクセス数なども、「記念」の対象となりうる。また、定例的に行われる大どでは、一定の回数に達すると「記念大会」が行われることがある。

### ある集団に含まれる項目数
ある団体の会員数など、とある集合に含まれる項目数も記念の対象となりうる。

### その他
祝賀的な意だけでなく、「国恥記念日」や「大喪記念誌」といった使われ方もなされている。